# Сент-Питерсберг (Флорида)
Сент-Пи́терсберг (англ. Saint Petersburg), сокращённо — Сент-Пит (англ. St. Pete) — город в округе Пинеллас штата Флорида, популярный курорт. По оценкам Бюро переписи населения, в 2014 году количество жителей составило 253 693 человека. Сент-Питерсберг — пятый по численности населения город Флориды (крупнейший среди городов, не являющихся окружными центрами) и входит во вторую по величине городскую агломерацию штата: Тампа — Сент-Питерсберг — Клируотер, население которой составляет 2,8 миллиона человек (первая городская агломерация штата — Майами — Форт-Лодердейл — Уэст-Палм-Бич). Кроме того, агломерация является третьей по численности населения во всём юго-восточном регионе США.
Город расположен на полуострове между заливом Тампа и Мексиканским заливом. Полуостров соединён с материком на севере и с городом Тампа на востоке (дамбой и мостами через залив Тампа), а также соединён с городом Брейдентоном на юге (мостом Саншайн Скайуэй, пересекающим воды округа Хилсборо).
В связи с тем, что в Сент-Питерсберге хорошая погода наблюдается около 360 дней в году (Книга рекордов Гиннесса зарегистрировала рекорд — 768 солнечных дней подряд), городу дано прозвище «Солнечный город». Из-за хорошей погоды и относительно низкой стоимости проживания город является популярным у людей, выходящих на пенсию, хотя в последние годы население значительно «помолодело». В 2011 году журнал «American Style» поставил город на первое место в рейтинге городов среднего размера, отмечая уникальность и оригинальность его объектов культуры и искусства.

## История
Город основан Джоном С. Уильямсом (John C. Williams) из Детройта, который купил здесь землю в 1876 году, и Петром Дементьевым (Питером Деменсом), который построил железнодорожную станцию в 1888 году. Сент-Питерсберг зарегистрирован 29 февраля 1892 года, на тот момент он имел население примерно 300 человек. Город был назван в честь родины Дементьева, Санкт-Петербурга, столицы Российской империи. Существует местная легенда о том, что Джон Уильямс и Пётр Дементьев подбросили монету, чтобы решить, кому из них выпадет честь назвать город. Питер Деменс выиграл и назвал город в честь Санкт-Петербурга, а Джон Уильямс назвал в честь своего места рождения, Детройта, первый отель. Отель «Детройт» до сих пор существует в деловой части города и является кондоминиумом. Кроме него, самые старые отели города — Hotel Cordova (историческое название Pier Hotel), построенный в 1921 году, и Hotel Indigo (исторически The Heritage Hotel), построенный в 1926 году.
Издатель из Филадельфии Фрэнк Олстон Дэвис в 1897 году запустил первую в Сент-Питерсберге электрическую сеть, а в 1904 году — первую трамвайную линию.
В 1899 году Генри Хиббс, уроженец города Ньюпорт штат Северная Каролина, открыл в городе компанию по оптовой торговле рыбой. Менее чем через год компания стала продавать более 1000 фунтов (454 кг) рыбы ежедневно. Рыболовный промысел стал основой экономики города.
Сент-Питерсберг получил статус города в июне 1903 года. Работы по увеличению глубины канала, продолжавшиеся с 1906 по 1908, открыли Питерсберг для более крупных судов. Дальнейшие работы по улучшению портового оборудования продолжались и в 1910-е. К тому времени население города увеличилось в 4 раза и составило 4127 человек.
В 1914 году агломерация Тампа — Сент-Питерсберг стала первой во Флориде, где увидели бейсбол. Отставной мэр Сент-Питерсберга Альберт Лэнг пригласил команду Сент-Луис Браунс провести весенние сборы в городе.
В 1914 году был произведен полёт на самолете из Питерсберга в Тампу через залив Тампа и обратно. Это событие считается началом истории местной коммерческой авиакомпании. Компания называлась «Abirboat Line», а пилотом был Тони Джаннус. Наградой имени Тони Джаннуса ежегодно награждаются за прилежную работу в авиакомпании. Есть в городе популярное место встреч, которое названо в честь Тони Джаннуса — «Место посадки Джаннуса» на центральной авеню в центре города. Авиарейсы в Тампу прекратились в 1924 году с открытием первого моста через залив Тампа — моста Гэнди, благодаря которому стало возможно автомобильное движение между двумя городами.
Население города продолжало быстро увеличиваться в течение XX века до 1970-х годов, так как город стал популярным местом среди пенсионеров из штатов Среднего Запада.
В 1972 году город был награждён премией «All-America City Award» (с англ. — «Всеамериканский город») присуждаемой Национальной гражданской лигой, которую неофициально называют «Нобелевской премией за конструктивное гражданство» и которая выдается за активную гражданскую позицию жителей некорпоративных сообществ Соединённых Штатов в жизни местного самоуправления.
К 1980 году население города достигло 238 647 человек, но с тех пор прирост незначительный, что объясняется высокой плотностью застройки города.

## География
Сент-Питерсберг расположен на 27°46′56″ с. ш. 82°40′03″ з. д. (27.782254, −82.667619).
Согласно данным Бюро Переписи США, площадь города составляет 344,7 км², из них — 154,4 км² составляет земля и 190,2 км² (55,19 %) — вода.

## Климат
Климат Сент-Питерсберга — субтропический влажный. Летом часты ураганы. Крайне редко возможны небольшие морозы и снегопады.
| Показатель                    | Янв. | Фев. | Март | Апр. | Май  | Июнь | Июль | Авг. | Сен. | Окт. | Нояб. | Дек. | Год  |
| ----------------------------- | ---- | ---- | ---- | ---- | ---- | ---- | ---- | ---- | ---- | ---- | ----- | ---- | ---- |
| Абсолютный максимум, °C       | 31,1 | 32,2 | 31,6 | 33,8 | 35,5 | 37,2 | 37,7 | 37,2 | 36,1 | 35,5 | 33,3  | 32,7 | 37,7 |
| Средний суточный максимум, °C | 20,6 | 22,0 | 24,1 | 26,7 | 30,0 | 31,8 | 32,4 | 32,3 | 31,3 | 28,6 | 24,8  | 21,8 | 27,2 |
| Средняя температура, °C       | 16,3 | 17,7 | 19,8 | 22,6 | 25,9 | 28,0 | 28,6 | 28,6 | 27,8 | 24,9 | 21,0  | 17,7 | 23,2 |
| Средний суточный минимум, °C  | 12,1 | 13,5 | 15,6 | 18,4 | 21,8 | 24,2 | 24,8 | 25,0 | 24,2 | 21,2 | 17,1  | 13,6 | 19,3 |
| Абсолютный минимум, °C        | −2,7 | −2,2 | −1,1 | 7,2  | 12,2 | 16,1 | 17,2 | 18,3 | 11,1 | 7,7  | 1,6   | −5,5 | −5,5 |
| Норма осадков, мм             | 65   | 69   | 94   | 57   | 56   | 165  | 186  | 212  | 197  | 70   | 48    | 69   | 1293 |
| Источник: NWS                 |      |      |      |      |      |      |      |      |      |      |       |      |      |

## Демография
Согласно переписи 2010 года в городе проживало 244 769 человек, 129 401 домохозяйство. Плотность населения составляет 1 532 человек на км².
Расовый состав населения: 64,3 % — белые, 23,9 % — афроамериканцы, 6,6 % — латиноамериканцы, 3,2 % — азиаты, 2,5 % — представители смешанных рас, 1,3 % — представители других рас, 0,3 % — коренные американцы, 0,1 % — жители тихоокеанских островов.
На 2000 год 21,5 % населения города составляли дети в возрасте до 18 лет, 7,7 % — жители в возрасте от 18 до 24 лет, 30,2 % — в возрасте от 25 до 44 лет, 23,1 % — в возрасте от 45 до 64 лет и 17,4 % населения составляют жители старше 65 лет. Средний возраст жителя города — 39 лет. На 100 женщин приходилось 91,2 мужчин. На каждые 100 женщин в возрасте от 18 лет приходится 87,7 мужчин.
На 2000 год средний доход домохозяйства в городе составлял $34,597, а средний доход семьи — $43 198. Средний доход мужчин составляет $30 794 против среднего дохода в $25 860 у женщин. Средний доход на душу населения в городе составляет $21 107. Около 9,2 % семей и 13,3 % населения проживают за чертой бедности, включая 19,1 % жителей до 18 лет и 10 % жителей старше 65 лет.

## Интересные места
В городе находится Детский музей Великих географических открытий (англ. Great Explorations Children’s Museum), Музей искусств Сент-Питерсберга, музей истории (в музее есть гидросамолёт Benoist XIV), Музей Холокоста и Музей Сальвадора Дали, который содержит наибольшую за пределами Европы коллекцию работ художника, включая известные картины, например «Открытие Америки Христофором Колумбом». Небольшие галереи искусств можно найти в центре города, который бурно развивается с середины 1990-х годов.
На Сент-Питерсбергском пирсе находится небольшой аквариум, доступный для публики. Присутствует розничная торговля, аттракционы, кафе и рестораны, в том числе исторический ресторан «Колумбия». В районе пирса есть лодки, катающие желающих в залив Тампа смотреть дельфинов, также можно арендовать лодку и самому. В течение многих лет у пирса стояло судно Bounty, копия британского судна XVIII века HMS Bounty, которое использовали в съёмках фильма Мятеж на «Баунти» 1962 года, где главную роль сыграл Марлон Брандо. В 1986 году судно было продано Теду Тёрнеру и сменило место своей стоянки, а 29 октября 2012 года затонуло у побережья Северной Каролины во время урагана «Сэнди».
В период с 1963 по 1989 год в городе существовал Музей мадам Тюссо.
В центре города строится торговый комплекс The Shops at St. Pete (ранее назывался BayWalk), где будет 20-зальный IMAX-кинотеатр, а также множество ресторанов и магазинов для среднего и высшего класса, открытие запланировано на середину 2014 года. В северной части центра города находится детский музей. Этот увлекательный и интерактивный музей содержит много выставок, включая детский городок с большими игрушечными магазинами, домом пожарных и ветеринарной клиникой, а также выставки, посвящённые дошкольным учреждениям, науке, музыке, искусствам и водные выставки. Музей находится недалеко от Затопленных садов (Sunken Gardens). В каждое субботнее утро, с октября по апрель, в центре города организуется фермерская ярмарка. На ярмарке можно увидеть местных фермеров, реализующих выращенные ими фрукты, а также продавцов барбекю и артистов.
В Сент-Питерсберге находится Университет Южной Флориды в Сент-Питерсберге, Сент-Питерсбергский колледж и Колледж Эккерда.
Институт Пойнтера, школа для журналистов, будущих журналистов и учителей журналистики, также находится в Сент-Питерсберге. Эта некоммерческая школа владеет газетой Tampa Bay Times; этого уникального положения добился создатель школы и газеты, Нельсон Пойнтер.
Широко известное в округе «Кафе Рингсайд» является популярным местом у местных жителей, и там каждую ночь играют блюз различные музыканты.

## Спорт
| Команда             | Спорт               | Лига                                                      | Стадион                         |
| ------------------- | ------------------- | --------------------------------------------------------- | ------------------------------- |
| Тампа-Бэй Бакканирс | Американский футбол | Национальная футбольная лига (NFL) — NFC                  | Стадион Рэймонда Джеймса        |
| Тампа-Бэй Лайтнинг  | Хоккей              | Национальная хоккейная лига (NHL) — Восточная Конференция | Амали-арена                     |
| Тампа-Бэй Рейс      | Бейсбол             | Главная лига бейсбола — AL                                | Тропикана-филд, Сент-Питерсберг |
| Тампа-Бэй Раудис    | Футбол              | Чемпионшип ЮСЛ                                            | Эл Лэнг Стэдиум                 |
| Тампа-Бэй Шторм     | Arena Football      | Arena Football League (AFL)                               | Амали-арена                     |

Сент-Питерсберг представлен своими командами в четырёх основных видах спорта. Одна команда «Тампа Бэй Рейс» Главной лиги бейсбола,
играет на собственном поле в Сент-Питерсберге, а остальные три команды — от края до края залива Тампа. Все эти команды представляют всю агломерацию залива Тампа.

## Прочее
- Около трети действия романа Яна Флеминга о Джеймсе Бонде «Живи и дай умереть» происходит в Сент-Питерсберге.
- Медицинский центр Бэйфронт является крупнейшим госпиталем города и имеет программу авиаэвакуации (Bayflite).
- Том Сойер Марка Твена также жил в вымышленном городе Сент-Питерсберг, но тот находился в штате Миссури.
- В этом городе у гостиницы Don Cesar снимался известный в середине 1990-х сериал «Гром в раю» с Халком Хоганом.
- В Сент-Питерсберге происходит действие фильма «Отвязные каникулы».

## Города-побратимы
- Санкт-Петербург, Россия (2002)[11]
- Такамацу, Япония
- Фигерес, Испания (2011)[12]